# The Terminator: Future Shock
The Terminator: Future Shock è un videogioco sparatutto in prima persona sviluppato e pubblicato da Bethesda Softworks nel 1995 per PC
Basato sull'universo del film Terminator, ebbe un sequel: The Terminator: Skynet pubblicato nel 1996.

## Trama
Il gioco è ambientato nella Los Angeles nel 2015, dopo che Skynet ha causato un olocausto nucleare negli USA. Il giocatore è un uomo in fuga da uno dei campi di concentramento, il quale in seguito entrerà in contatto con la resistenza ed il suo leader John Connor. 

## Modalità di gioco
Il gioco si articola in 17 missioni, ed il gameplay pone attenzione anche sull'esplorazione dei luoghi, quasi sempre necessaria per completare un livello, dato che non viene fornita alcuna mappa durante lo svolgimento. Presenta livelli di gioco molto ampi, ed inoltre è possibile pilotare veicoli.

## Aspetti tecnici
È uno dei primi giochi ad utilizzare grafica completamente in 3D, e la possibilità di muovere il proprio personaggio unicamente con mouse. Era tuttavia afflitto da una serie di problemi tecnici, che vennero corretti dalla Bethesda con una patch, la 1.30, nell'agosto del 2000.